# M/S Regula
M/S Regula är en färja som byggdes 1971 vid Meyer-Werft i Papenburg i Tyskland åt Stockholms Rederi Svea för trafik på HH-leden mellan Helsingborg och Helsingør. Rutten drevs av Linjebuss International, ett dotterbolag till rederi Svea, i konkurrens med DSB. 
M/S Regula, som är det andra av tre identiska systerfartyg, hade vid leveransen en kapasitet på 800 passagerare och 75 personbilar.
År 1980 övertogs Linjebus International av 
Scandinavian Ferry Line som fem år senare lät bygga om Regula och systerfartygen på Helsingør Skibsværft med bland annat nytt bildäck. 
I maj 1996 togs Regula ur tjänst och lades upp i Helsingborg och i januari året efter övertogs hun av det estniska rederiet 
Saaremaa Laevakompanii. Hon bytte hemmahamn till Roomassaare och sattes i trafik under estnisk flagg mellan fastlandet, Ösel och Dagö den 1 juni 1997. Rutten  och Regula övertogs av rederiet TS Laevad, som är ett dotterbolag till Port of Tallinn, år 2016. Efter introduktion av nya, större färjor på rutten våren 2017 används hon främst som reservfartyg.